# Kathrin Stirnemann
Kathrin Stirnemann (22 de octubre de 1989) es una deportista suiza que compitió en ciclismo en las modalidades de montaña, especialista en la disciplina de campo a través, y ruta.
Ganó cinco medallas en el Campeonato Mundial de Ciclismo de Montaña entre los años 2014 y 2020, y cuatro medallas en el Campeonato Europeo de Ciclismo de Montaña entre los años 2013 y 2017. En los Juegos Europeos de Bakú 2015 obtuvo la medalla de plata en la prueba de campo a través.
En carretera obtuvo una medalla de plata en el Campeonato Europeo de Ciclismo en Ruta de 2020, en la prueba de contrarreloj por relevos mixtos.

## Medallero internacional
| Campeonato Mundial | Campeonato Mundial            | Campeonato Mundial | Campeonato Mundial     |
| Año                | Lugar                         | Medalla            | Competición            |
| ------------------ | ----------------------------- | ------------------ | ---------------------- |
| 2014               | Hafjell/Lillehammer (Noruega) | Medalla de oro     | Eliminación            |
| 2015               | Vallnord (Andorra)            | Medalla de bronce  | Eliminación            |
| 2016               | Nové Město (República Checa)  | Medalla de plata   | Eliminación            |
| 2017               | Chengdu (China)               | Medalla de oro     | Eliminación            |
| 2020               | Leogang (Austria)             | Medalla de plata   | Campo a través (b. e.) |
| Juegos Europeos    |                               |                    |                        |
| Año                | Lugar                         | Medalla            | Competición            |
| 2015               | Bakú (Azerbaiyán)             | Medalla de plata   | Campo a través         |
| Campeonato Europeo |                               |                    |                        |
| Año                | Lugar                         | Medalla            | Competición            |
| 2013               | Berna (Suiza)                 | Medalla de plata   | Eliminación            |
| 2014               | St. Wendel (Alemania)         | Medalla de oro     | Eliminación            |
| 2015               | Chies d'Alpago (Italia)       | Medalla de oro     | Eliminación            |
| 2017               | Darfo Boario (Italia)         | Medalla de oro     | Eliminación            |

| Campeonato Europeo | Campeonato Europeo | Campeonato Europeo | Campeonato Europeo              |
| Año                | Lugar              | Medalla            | Competición                     |
| ------------------ | ------------------ | ------------------ | ------------------------------- |
| 2020               | Plouay (Francia)   | Medalla de plata   | Contrarreloj por relevos mixtos |